# Видео Интернешнл
Vi (до ребрендинга — Video International) — бывший оператор медиарекламного рынка в России, СНГ и Восточной Европе.

## История
Компания основана в 1989 году как Молодёжное творческое производственное объединение «РТВ» (Радио и Телевидение). По сведениям журнала «Итоги», это была «серия кооперативов, занятых организацией и проведением телеконкурсов». В 1991 году «РТВ» была преобразована в рекламное агентство «Video International», в котором стали заниматься распространением и созданием рекламных роликов для телевидения. Его учредителями и первыми сотрудниками являлись выпускники МИСИ и игроки вузовской команды КВН — Михаил Лесин, Юрий Заполь, Александр Гуревич, Сергей Пехлецкий и Владимир Перепёлкин.
В 1992 году заключила договор о рекламе с телеканалом РТР, в 1994 — с телеканалом НТВ; для обоих телеканалов в данный период времени производилось большое число телевизионных передач — «Сам себе режиссёр», «Устами младенца», «Своя игра», «Деловая Россия» и другие. Президентом компании вплоть до 1994 года был Павел Корчагин.
В октябре 1995 года компания была перепрофилирована в группу компаний. Так, в 1995 году создана компания «Видео Интернешнл Пресс», в 1997 — компания «Видео Интернешнл ТРЭНД» и продюсерский центр «Видео Интернешнл», в 1999 — компания «Видео Интернешнл Радио».
В 1999 году заключены пятилетние договоры с телеканалами ОРТ и ТВ-6, рекламный эфир которых ранее продавал «Премьер-СВ», прямой конкурент «Видео Интернешнл». Параллельно с этим договор с НТВ истёк и не был продлён.
В 2002 году заключен новый 5-летний договор с ВГТРК. В 2003 году создана компания «Видео Интернешнл Проджектс». В 2004 году подписан новый 5-летний контракт с Первым каналом. В 2005 году достигнута договоренность с британским транснациональным рекламно-коммуникационным холдингом WPP Group о создании совместных компаний в России и странах СНГ. В 2006 году компания IMHO VI начала продавать интернет-рекламу.
В 2007 году запущен проект «Видео Интернешнл Таргет» и подписаны договоры с компаниями холдинга «Проф-Медиа». В 2009 году подписаны договоры с компаниями НМГ. В 2010 году подписаны новые договоры с «Русской Медиа Группой» и Первым каналом и соглашения с агентствами по продаже рекламных возможностей холдингов СТС Медиа и ВГТРК на оказание услуг в сфере IT и аналитики.
В 2015 году Vi вновь стала продавать рекламу на каналах ВГТРК, а также начала обслуживание бывших клиентов рекламного агентства «Алькасар», перешедшего под контроль холдинга «Газпром-Медиа» — телеканалов «ТВ Центр», «Звезда» и «Мир».
В 2016 году Vi была закрыта.

### Слияния и поглощения
В 2002 году в состав группы вошла компания IMHO Vi.

## Собственники и руководство
С октября 1995 до лета 2010 года владельцами компании были: Юрий Заполь (41,5 %, после его смерти в 2005 году пакет отошёл к его жене Галине), Владимир Голубев (16,5 %), Оганес Соболев (13,5 %), Сергей Васильев (6 % акций), Анатолий Новиков и Максим Бойко (по 5,625 %), Владимир Перепёлкин и Александр Гуревич (по 3,75 %), Елизавета Акопова и Елена Лукьянова (по 1,875 %). В июне 2010 года все эти акции были проданы структурам банка «Россия», «Сургутнефтегаза» и предпринимателя Мордашова (владельца «Северстали»). Указанные структуры являются акционерами «Национальной медиа группы», тем не менее, «Видео Интернешнл» не входил в состав НМГ.
Руководство компании:
- Сергей Васильев — генеральный директор
- Анатолий Новиков — заместитель генерального директора по финансовым и административным вопросам
- Инна Жарова — руководитель дирекции продаж
- Елена Лукьянова — заместитель генерального директора по внедрению ERP
- Илья Будницкий — заместитель генерального директора

## Деятельность
В холдинге работало более 2000 человек в 3 странах. По оценке Федеральной антимонопольной службы России, в 2008—2009 годах компания контролировала 66,7 % рынка общенациональной и 68,8 % рынка региональной телевизионной рекламы России.
Годовой торговый оборот компании в 2012 г. составил более $3 млрд. Выручка компании не раскрывалась, по оценке газеты «Ведомости», оценивалась в $300 млн.